# Gary Aldcorn
Gary William Aldcorn (* 7. März 1935 in Shaunavon, Saskatchewan) ist ein ehemaliger kanadischer Eishockeyspieler und -trainer, der für die Toronto Maple Leafs, Detroit Red Wings und Boston Bruins in der National Hockey League gespielt hat. 

## Karriere
Gary Aldcorn begann seine Karriere als Eishockeyspieler in der Manitoba Junior Hockey League bei den Winnipeg Monarchs, für die er von 1951 bis 1954 insgesamt drei Jahre lang spielte. Die Saison 1953/54 beendete er beim Stadtrivalen, den Winnipeg Maroons. Anschließend spielte er eine Spielzeit für die Toronto Marlboros, mit denen er 1955 den Memorial Cup gewann. Für die folgende Saison wechselte er zu den Winnipeg Warriors aus der Western Hockey League, mit denen er 1956 den Edinburgh Cup gewann. 
Von 1956 bis 1959 spielte Aldcorn sowohl in der National Hockey League für die Toronto Maple Leafs, als auch für deren damaliges Farmteam, die Rochester Americans aus der American Hockey League. Von 1959 bis 1961 spielte der Kanadier in der NHL für die Detroit Red Wings und die Boston Bruins. In den Jahren 1961 bis 1965 spielte Aldcorn erneut bei den Winnipeg Maroons aus der SSHL und anschließend von 1965 bis 1968 bei deren Ligarivalen, den St. Boniface Mohawks, wo er seine Karriere in der Saison 1967/68 als Spielertrainer beendete. 

### International
Bei der Eishockey-Weltmeisterschaft 1965 spielte Aldcorn das einzige Mal für die kanadische Nationalmannschaft bei einem Turnier. In den Jahren 1969 und 1970 kehrte Aldcorn als Assistenztrainer zum Team Canada zurück.    

## Erfolge und Auszeichnungen
- 1955 Memorial-Cup-Gewinn mit den Toronto Marlboros
- 1956 Edinburgh-Cup-Gewinn mit den Winnipeg Warriors
- 1959 AHL First All-Star Team
- Mitglied der Manitoba Hockey Hall of Fame